# Ampasimbe Manantsatrana
Ampasimbe Manantsatrana is een plaats en commune in het oosten van Madagaskar, behorend tot het district Fenoarivo Atsinanana, dat gelegen is in de regio Analanjirofo. Tijdens een volkstelling in 2001 telde de plaats 36.171 inwoners.
De plaats biedt naast lager onderwijs ook middelbaar onderwijs aan. 95 % van de bevolking werkt als landbouwer en 0,5 % verdient zijn brood als visser. Het belangrijkste landbouwproduct is kruidnagelen; andere belangrijke producten zijn koffie, lychee, rijst en vanille. Verder is 4,5% actief in de dienstensector.